# Lőrinc Mészáros
Dans le nom hongrois Mészáros Lőrinc, le nom de famille précède le prénom, mais cet article utilise l’ordre habituel en français Lőrinc Mészáros, où le prénom précède le nom.
Lőrinc Mészáros, né le 24 février 1966 à Székesfehérvár est un homme politique et homme d'affaires hongrois, connu comme la première fortune du pays.

## Carrière d'homme d'affaires
Bourgmestre de Felcsút depuis 2011 et proche de Viktor Orbán, Lőrinc Mészáros a vu sa fortune augmenter considérablement depuis le début des années 2000, principalement dans le secteur de la construction et plus récemment des médias. Selon un article du Bloomberg Businessweek paru en juillet 2017, il s'agit de l'homme d'affaires dont le capital a augmenté le plus rapidement au monde, dans la mesure où Lőrinc Mészáros est parvenu à multiplier par 50 son patrimoine économique.
Il possède en 2020 une fortune estimée à 1,1 milliard d’euros par le magazine Forbes. Il est présent dans un grand nombre de secteurs : banque, assurances et fonds d’investissements, hôtellerie, campings, énergie, vins, médias.
Sa fortune provient en grande partie des marchés publics, généralement financés par des subventions de l'Union européenne.En 2017, Lőrinc Mészáros et sa famille ont obtenu plus d’1,5 milliard d’euros de marchés publics. Plus de 80 % de cette somme venaient de fonds européens. Sa proximité avec le premier ministre Viktor Orbán lui permet de bénéficier régulièrement de contrats de l’État sans appels d'offres. Il a également bénéficié de la privatisation de terres agricoles qui appartenaient auparavant à l’État hongrois. Il estime devoir son succès à « Dieu, la chance, et Viktor Orbán », tout en ajoutant qu’il avait « tout acquis avec son travail et son cerveau ».